# أوفير بن شتريت
أوفير بن شتريت (بالعبرية: אופיר בן שטרית // بالفرنسية: Ofir Ben Shitrit). من مواليد 20 ديسمبر 1995 مغنية إسرائيلية أرثودكسية من أصل يهودي مغربي مرزاحي. بدأت في الغناء ابتداءا من سنة 2013.